# Supu (köpinghuvudort i Kina, Guizhou Sheng, lat 26,99, long 106,34)
Supu (kinesiska: 素朴, 素朴镇) är en köpinghuvudort i Kina. Den ligger i provinsen Guizhou, i den sydvästra delen av landet, omkring 48 kilometer nordväst om provinshuvudstaden Guiyang. Antalet invånare är 25 808. Befolkningen består av 12 420 kvinnor och 13 388 män. Barn under 15 år utgör 29,0 %, vuxna 15-64 år 60 %, och äldre över 65 år 9,0 %.